# Campionat Europeu de Salts de 2015 – 10 metres plataforma sincronitzat masculí
La prova de 10 metres plataforma masculí del Campionat Europeu de Salts de 2015 es va disputar a Rostock el dia 14 de juny.

## Resultats
*   Finalista
| # | Saltador                              | País       | Preliminar | Preliminar | Final     | Final   |
| # | Saltador                              | País       | Puntuació  | Posició    | Puntuació | Posició |
| - | ------------------------------------- | ---------- | ---------- | ---------- | --------- | ------- |
| 1 | Patrick Hausding Sascha Klein         | Alemanya   | 429,30     | 3          | 458,10    | 1       |
| 2 | Roman Izmajlov Viktor Minyibajev      | Rússia     | 437,55     | 1          | 435,84    | 2       |
| 3 | Makszim Dolgov Olekszandr Horskovozov | Ucraïna    | 429,54     | 2          | 430,26    | 3       |
| 4 | Vadzim Kaptur Yauheni Karaliou        | Belarús    | 374,22     | 4          | 402,18    | 4       |
| 5 | James Denny Matthew Lee               | Regne Unit | 371,34     | 5          | 400,44    | 5       |
| 6 | Francesco Dell'Uomo Maicol Verzotto   | Itàlia     | 320,52     | 6          | 389,28    | 6       |